# سیورن
سیورن (انگلیسی: Syuren) یک شهرک در شهرستان کوگارچینسکی جمهوری باشقیرستان در کشور روسیه است.